# Centralización del capital
La centralización del capital es un fenómeno del capitalismo explicado y definido por Karl Marx y que consiste en el crecimiento del volumen del capital por la unión de varios capitales en uno solo o por la absorción de uno de ellos por otro. Este proceso significa que entre los capitalistas se redistribuyen capitales ya acumulados. Se diferencia de la concentración de capitales precisamente en que sólo presupone la redistribución de los capitales ya existentes y por tanto no depende del aumento absoluto de la riqueza social ni de la acumulación. Al centralizarse el capital también se provoca una concentración de capital.
Explica Marx que la competencia entre capitalistas y el desarrollo del crédito capitalista sirven de palanca para la centralización del capital. La centralización del capital hace que la riqueza social se concentre en un pequeño grupo de grandes capitalistas o en una unión de ellos. Una de las formas en que el capital se centraliza es la sociedad anónima, por ejemplo los trust. Con la centralización ciertos propietarios de medios de producción se arruinan y son absorbidos por otros, crece la riqueza en manos de los mayores capitalistas. 
Según la economía marxista la centralización del capital, lo mismo que su concentración hace que el trabajo y la producción se concentren en grandes empresas, acentúa el proceso de socialización de la producción y, al mismo tiempo intensifica los contrastes sociales y los antagonismos de clase en la  sociedad capitalista.